# Електричний телеграф
Електричний телеграф. Постійне прагнення збільшити швидкість передачі інформації на великі відстані і зробити її більш надійною, що не залежить від різних випадкових обставин, погоди і т.д, привело поступово до заміни оптичних телеграфів електричними або, краще сказати, електромагнітними.

## Перші спроби застосування магнетизму і електрики
Перші маловдалі спроби застосування магнетизму і електрики до телеграфуванню відносяться ще до XVI століття. Так, з цієї ранньої пори Джамбаттиста делла Порта, потім Кабе, пізніше Кірхер (1602—1680) і ін. Пропонували скористатися для цієї мети магнітними взаємодіями. У XVIII ст. були зроблені спроби застосувати для тієї ж мети статичну електрику. На можливість такого застосування було зазначено Маршаллом ще у 1753 р Перший же цей прилад був влаштований Лесажу в Женеві в 1774 р Прилад його складався з 24 ізольованих дротів, що з'єднували дві станції; приводячи одну з них в повідомлення з електричною машиною, можна було викликати на іншому кінці її відхилення бузинового кульки відповідного електроскопа. Потім Ломон в 1787 р став вживати для подібного телеграфування всього один дріт. Пізніше Сальва (d) влаштував в 1798 р телеграфну лінію біля Мадрида, сигналізація на якій проводилася за допомогою електричних іскор.
Однак такі способи сигналізації не могли застосовуватися на великих відстанях і не мали великого поширення. Це були спроби, цікаві тільки з історичної точки зору. Головний недолік застосування статичної електрики для сигналізації полягає в тому, що внаслідок високих напруг (потенціалів) була потрібна надзвичайно ретельна ізолювання дротів, що на практиці представляє великі труднощі.

## Застосування хімічних дій гальванічного струму
Електрична телеграфія стала швидко розвиватися і дала дійсно блискучі результати тільки з тих пір, як в ній почали застосовувати не статичну електрику, а гальванічний струм. Перший такий прилад, заснований на хімічних процесах струму, був побудований в 1809 р Зёммерінгом в Мюнхені. Гальванічна батарея на одній станції могла бути приєднана до будь-яких двох з 35 дротів, що з'єднували обидві станції; кінці всіх цих 35 дротів на іншій станції були занурені в слабкий розчин сірчаної кислоти; при проходженні струму рідина розкладалася їм, і на одній з дротів виділявся кисень, а на інші водні; кожному дроті відповідав будь-якої знак, буква або цифра, і, таким чином, сигналізація могла бути встановлена на порівняно великих відстанях, до 10000 фт. (Близько 3 км), що досягнуто було Земмеринг вже в 1812 р Телеграф, заснований на хімічних процесах струму, пропонувався після Земмерінг і деякими іншими винахідниками (Бен і інші).

## Перші застосування магнітних дій струму. Прилади з магнітними стрілками
Відхиляє дію гальванічного струму на магнітну стрілку було помічено ще в 1802 р італійцем Романьєзі (Romagnesi), а потім знову відкрито і вивчено Ерстед в 1820 р Незабаром після цього в засіданні Паризької академії наук, де обговорювалося це відкриття, Ампер висловив думку про застосування його до телеграфуванню.
Першим створив електромагнітний телеграф в 1830-32 рр. Павло Львович Шилінг (1786—1837). У 1832 р телеграфна лінія була проведених в Петербурзі між Зимовим палацом і будівлею Міністерства шляхів сполучення. Передавальний прилад телеграфу (передавач) складався з клавіатури з 16 клавішами, котрі служили замикачами струму необхідного напрямку, а прийомний прилад (приймач) укладав в собі 6 мультиплікаторів з астатичними магнітними стрілками, підвішеними на нитках, до яких прикріплені були паперові гуртки, з одного боку білі, а з іншого — чорні . З'єднувалися обидві станції між собою 8 дротами, з яких 6 йшли до мультиплікаторів, 1 служила для зворотного струму і 1 повідомлялася з призовних апаратом (дзвінком з годинниковим механізмом, що приводиться в дію також електромагнітним шляхом, допомогою відхилення магнітної стрілки). За допомогою 16 клавіш передавального приладу можна було послати струм того чи іншого напрямку і таким чином стрілки мультиплікаторів повертати вперед то білим, то чорним кружком, складаючи цим шляхом домовлені знаки. Згодом Шилінг спростив свій прийомний прилад, залишивши в ньому тільки один мультиплікатор замість шести, причому умовний алфавіт був складений з 36 різних відхилень магнітної стрілки. Для з'єднання станцій Шилінг вживав підземні кабелі; їм була висловлена, думка і про можливість підвішувати дроту на стовпах. 25-го липня 1837 М. П. Л. Шилінг помер, не встигнувши виконати розпорядження Миколи I з'єднати телеграфом Петербург з Кронштадтом.
У 1833 р Гаусс і Вебер влаштували електромагнітний телеграф в Геттінгені: їх телеграф з'єднував фізичний кабінет університету з магнітною і астрономічною обсерваторією і діяв за допомогою індукційних струмів, збуджує рухом магніту всередині дротяної котушки; ці струми на іншій станції приводили в коливання магніт мультиплікатора.
До кінця тридцятих років з'явилося вже кілька видозмін подібних електромагнітних телеграфів зі стрілками, і вони стали тоді швидко поширюватися.
Найбільший практично успіх випав на долю телеграфу Уінстона і Кука, який представляв просте удосконалення приладу Шилінга, з яким Кук ознайомився в 1836 р на лекціях в Гейдельберзькому університеті. Прилади Уінстона і Кука стали застосовуватися в Англії вже з 1837 р.
Штейнгейль в 1838 р в Мюнхені влаштував телеграфну лінію в 5000 м (тоді як у Гаусса в Геттінгені відстань було всього 700 м) і при цьому зробив дуже важливе в історії телеграфу відкриття, значно здешевити проводку телеграфних ліній. Це відкриття, що сприяло швидкому поширенню телеграфів, полягало в тому, що для з'єднання двох станцій досить одного проводу, так як зворотний струм може йти через землю, якщо з одного боку один з полюсів гальванічної батареї з'єднати з великим мідним листом, зануреним в землю (вологу), а з іншого боку з'єднати таким же чином з землею кінець самого проводу.
Уже до кінця XIX століття прилади з магнітними стрілками вживалися тільки на деяких трансатлантичних телеграфу. Так як при цьому струми були дуже слабкі, то надзвичайно малі відхилення стрілки, підвішеній на коновій нитці разом з легким дзеркальцем, спостерігалися на особливій шкалі, на яку відкидалися дзеркальцем промені від лампи за допомогою збірного скла. Також, завдяки слуховому стрілочному приладу Джильберта сигнали можна було приймати не на око, а на слух.

## Телеграфні прилади з показниками
Головну, істотну частину кожного такого приладу складає електромагніт, який при пропущенні через нього струму притягує до себе залізну пластинку (т. зв. якір), і тим переміщує покажчик по колу з одного знака на інший, або ж (в іншій системі), навпаки, зупиняє на короткий час покажчик, що рухається по колу за допомогою годинникового механізму. Такого роду приладів було влаштовано дуже багато. Вперше біля 1840 р Уитстон, Б. С. Якобі, потім Брегет, Сіменс, Дю-Монсель і багато ін. Винайшли різні прилади такого типу. На кінець XIX століття з них прилад Брегета залишався у вживанні на французьких залізницях.
У «Головному суспільстві російських залізниць» довгий час використовувався індукційний телеграфний апарат з покажчиком Сіменса і Гальске. При повороті рукоятки маніпулятора на найближчий знак індукційна котушка, яка перебуває всередині приладу, повертається на півоберта між полюсами сильних магнітів; внаслідок цього в дроті котушки порушуються індукційні струми протилежних напрямків відповідно послідовним півоберту. Ці струми, досягаючи приймального апарату, діють на електромагніт і змушують відхилятися між його полюсами особливий маятник то в ту, то в іншу сторону. При такому хитанні маятник повертає кожен раз зубчасте колесо на один його зубець і разом з тим і покажчик з одного знака на інший.

## Пишучі телеграфні прилади. телеграф Морзе
Розглянуті дві системи телеграфування за допомогою відхиляються магнітних стрілок і обертових по циферблату покажчиків представляють, головним чином, то незручність, що скороминущі знаки в них легко викликають помилки, контроль же тим часом неможливий. Тому вони стали поступово витіснятися пишуть апаратами, як тільки були придумані і вдосконалені способи записування умовних рухів якоря електромагніту в телеграфному приймачі, в який пропускається більшою чи меншою тривалості струм.
В винаходи і вдосконалення такого роду приладів брали участь Б. С. Якобі, Штейнгейль, Морзе, Діньуо, сорі, Сіменс і багато інших. Один з перших друкарських телеграфів був влаштований Б. С. Якобі. Умовні знаки в цьому приладі записувалися на рухомій порцелянової дошці олівцем, прикріпленим до якоря електромагніту. Прилад Якобі був встановлений в 1841 році на підземній телеграфної лінії в Петербурзі і з'єднував кабінет імператора Миколи I в Зимовому палаці з Головним штабом. У 1842 році була прокладена лінія від Зимового палацу до головного управління шляхів сполучення, в 1843 — до палацу в Царському Селі. Свій винахід Якобі удосконалив в 1850 році, створивши перший в світі букводрукарський телеграфний апарат